# Jacopo Mosca
Pour les articles homonymes, voir Mosca.
Jacopo Mosca (né le 29 août 1993 à Savillan) est un coureur cycliste italien.

## Biographie
Jacopo Mosca commence le cyclisme à l'âge de onze ans, au club de Bricherasio. Il évolue ensuite à l'Esperia Piasco en catégorie esordiente (13-14 ans) puis à l'UCAB Biella dans les catégories allievo et juniors (15 à 18 ans). Durant ses deux premières années en catégorie moins de 23 ans, il court au GS Podenzano, puis il passe trois saisons chez Viris Maserati.
En août 2016, il est recruté par la formation World Tour Trek-Segafredo en qualité de stagiaire pour la deuxième partie de la saison. Au cours de son stage, il participe notamment au Tour de l'Utah, et assiste ainsi à la victoire de son coéquipier Kiel Reijnen lors de la 4e étape. Il se met ensuite en valeur sur le Tour de Grande-Bretagne, dont il prend la 10e place du classement général final . Mosca termine ensuite sa saison par un abandon sur le Tour d'Émilie, une 21e place sur le Grand Prix Bruno Beghelli et une 26e place au classement général du Tour d'Abou Dabi.
Bien qu'il ne soit pas conservé, à l'issue de son stage au sein de la formation Trek-Segafredo, Jacopo Mosca s'engage, pour la saison 2017 en faveur de l'équipe Wilier Triestina-Selle Italia.
En devenant professionnel, Jacopo Mosca s'attache les services du centre de recherche Mapei Sport (it) pour son entraînement. Durant ses premiers mois chez Wilier Triestina, il dispute notamment la classique Milan-San Remo, puis se fracture le radius lors des Trois Jours de La Panne. Il reprend la compétition en juin. Durant l'été, il est notamment dixième du Tour du lac Qinghai, en Chine. En fin d'année, il remporté l'« étape-reine » du Tour de Hainan en prenant part à une échappée de dix-huit coureurs, et s'impose au classement général,.
En début d'année 2018, il signe avec l'équipe continentale italienne D'Amico-UM Tools, s'adjuge le classement par points de Tirreno-Adriatico grâce à sa présence dans des échappées lors de quatre des cinq étapes en ligne. Il est en outre deuxième du classement de la montagne. Quelques jours plus tard, il figure dans une échappée en tête de Milan-San Remo durant 254 km. En mai, il dispute son premier Tour d'Italie, qu'il termine à la 98e place. Échappé à plusieurs reprises au cours des trois semaines de course, il termine quatrième du classement Fuga Pinarello. 
En août 2019, il rejoint la formation World Tour Trek-Segafredo, une équipe où il avait été stagiaire en 2016.
Au mois de septembre 2020, il termine quatrième de la Coppa Sabatini.

## Palmarès

### Palmarès amateur
- 2011
  - Coppa Valle Grana
  - Trofeo Comune di Vertova
- 2014
  - 3e du Trofeo Castelnuovo Val di Cecina
- 2015
  - 3e de la Freccia dei Vini
  - 3e du Trofeo Sportivi di Briga
- 2016
  - Circuito Serale di Pinerolo
  - Circuito Castelnovese
  - 2e du Trofeo Comune di Monte Urano
  - 2e du Circuito Casalnoceto
  - 2e du Trofeo San Serafino
  - 3e de la Coppa Fiera di Mercatale
  - 3e de la Coppa Caduti di Reda
  - 3e de la Freccia dei Vini
  - 3e de Firenze-Mare

### Palmarès professionnel
- 2017
  - Tour de Hainan : 
    - Classement général
    - 7e étape
- 2018
  - 4e étape du Tour de Chine I
  - 3e du Tour de Chine I
- 2020
  - 3e du Tour des Apennins

## Résultats sur les grands tours

### Tour d'Italie
5 participations
- 2018 : 98e
- 2020 : 31e
- 2021 : 52e
- 2022 : 103e
- 2025 : 126e

### Tour d'Espagne
2 participations
- 2019 : 85e
- 2023 : 92e

## Classements mondiaux
| Année                                 | 2014 | 2015 | 2016  | 2017  | 2018  | 2019  | 2020 | 2021 | 2022  | 2023 | 2024  |
| ------------------------------------- | ---- | ---- | ----- | ----- | ----- | ----- | ---- | ---- | ----- | ---- | ----- |
| Classement mondial                    |      |      | 1057e | 982e  | 310e  | 1092e | 129e | 728e | 2288e | 890e | 1891e |
| UCI Europe Tour                       | 824e | 852e | 800e  | 1497e | 1654e | 775e  | 106e | 573e | 1436e | nc   | nc    |
| UCI Asia Tour                         | nc   | nc   | 493e  | 150e  | 11e   |       |      |      |       |      |       |
| UCI America Tour                      | nc   | nc   | 509e  | nc    | nc    |       |      |      |       |      |       |
|                                       |      |      |       |       |       |       |      |      |       |      |       |
| Légende : nc = non classéSource : UCI |      |      |       |       |       |       |      |      |       |      |       |